# Jack Williamson
Jack Williamson, pseudonimo di John Stewart Williamson (Bisbee, 29 aprile 1908 – Portales, 10 novembre 2006), è stato uno scrittore e autore di fantascienza statunitense.
Fu tra i primi scrittori a specializzarsi nella fantascienza, e i suoi primi scritti risalgono alla fine degli anni venti, quando questo genere, al di là dell'opera dei precursori della letteratura maggiore (H. G. Wells, Jules Verne, J. H. Rosny Aîné ecc.), era stato da poco definito sulle riviste pulp, soprattutto ad opera di Hugo Gernsback.
Williamson non ha mai smesso di scrivere: l'ultimo suo libro, The Stonehenge Gate, risale al 2005, un anno prima della morte, avvenuta a novantotto anni; la sua è una delle carriere più prolifiche e longeve della letteratura.

## Biografia

### Gli esordi
Nato in Arizona, nel 1915 Williamson si trasferisce con la famiglia in Nuovo Messico a bordo del tipico carro coperto dei pionieri. 
Si lancia nel mondo della science-fiction a vent'anni: il racconto The Metal Man, la sua prima pubblicazione, appare sul numero di dicembre 1928 di Amazing Stories. L'anno successivo propone Il mare d'argento (The Alien Intelligence),  il suo primo romanzo.
Williamson imita in parte gli autori del tempo, riprendendo lo stile dei racconti e romanzi fantastici e d'avventura che avevano avuto successo nei primi decenni del Novecento: per esempio è stato più volte messo in evidenza il legame che hanno le sue prime storie con la lezione di A. Merritt, che negli anni venti e trenta era senza dubbio uno dei romanzieri più popolari.
Queste prime opere hanno dunque una forte componente avventurosa, anzi si rifanno al romanzo d'avventura otto-novecentesco. Ne è un esempio Il popolo d'oro (Golden Blood) del 1933, in cui si organizza una spedizione alla ricerca di un misterioso tesoro nel deserto arabico. Pertanto i suoi lavori inseriscono inevitabilmente l'autore nel circuito della space opera dell'anteguerra, ricca di avventure spaziali e romantiche. L'adesione ad una mentalità più scientifica con cui affrontare le trame fantastiche non arriva immediatamente, inoltre quando diventerà un simbolo dell'hard science fiction Williamson non disdegnerà di avventurarsi nel sovrannaturale e negli scenari fantasy.

### La space opera di Jack Williamson
Il primo grande successo di Jack Williamson è il ciclo che va sotto il nome di Legione dello spazio (Legion of Space) e che, iniziando con la pubblicazione dell'omonimo romanzo (1934), si evolve nei successivi Quelli della cometa (The Cometeers, 1936) e L'enigma del basilisco (One Against the Legion, 1939). Considerato uno dei classici fondamentali della space opera, verrà ripreso dopo diversi anni con un nuovo racconto, L'incognita di spazio-no (Nowhere Near, 1967), e un romanzo del 1983 intitolato La regina della legione (The Queen of the Legion). 
All'interno del medesimo filone restano famosi anche La legione del tempo (The Legion of Time, 1938), Il millennio dell'antimateria (Seetee Ship, 1942, e Seetee Shock, 1950, due volumi) e I figli della Luna (The Moon Children, 1972). 
Con queste storie si fanno strada le idee più significative di Williamson, spesso concetti di cose futuribili che partono da solide basi scientifiche e con una certa razionalità si evolvono nel campo delle possibilità di tecnica e tecnologia futura. 
Inoltre a Williamson è attribuita l'introduzione del termine terraforming (terraformazione), nonostante il concetto relativo al termine stesso sia sicuramente più vecchio.

### I capolavori
Secondo gran parte della critica, i capolavori letterari di Jack Williamson sono il romanzo Il figlio della notte (Darker Than You Think, 1948, di cui una versione ridotta appare già nel 1940) e il ciclo degli Umanoidi (The Humanoids), composto da una serie di racconti a partire dal 1947 e da un romanzo intitolato Il ritorno degli umanoidi (The Humanoid Touch, 1980).
Si tratta in entrambi i casi di lavori che si distaccano dalle atmosfere spaziali e avventurose tipiche di molti lavori dell'autore, per concentrarsi sul tema del sovrannaturale e dell'oscurità dell'animo umano, senza perdere di vista le basi scientifiche (Il figlio della notte) e, con Gli umanoidi, su un tipo di fantascienza più umanistica, volta al vaglio dei possibili errori umani nell'avvenire.

### Gli altri successi
Tra le sue opere più famose si annoverano inoltre il fantasy L'impero dell'oscuro (The Reign of Wizardry, 1964, 1978) e il romanzo Un ponte tra le stelle (Star Bridge, 1955), scritto in collaborazione con James E. Gunn.
Con Frederik Pohl ha scritto vari libri: il ciclo de La città degli abissi e La giungla sotto il mare (Undersea Quest, 1954; Undersea Fleet, 1955; Undersea City, 1958), quello delle Scogliere dello spazio (The Reefs of Space, 1964; Starchild, 1965; Rogue Star, 1969), L'ultima stella (Farthest Star, 1975), L'estate dell'ozono (Land's End, 1988), I cantori del tempo (The Singers of Time, 1991).

### Gli ultimi anni
Nel 1976 Williamson ottiene il Grand Master Award alla carriera, ma la sua attività letteraria si dispiega proficuamente ancora negli anni novanta e di questa decade sono: Sabbie rosse (Beachhead, 1992), Il sole nero (The Black Sun, 1997) e Servocittà (The Silicon Dagger, 1999). 
Primo docente a ricoprire una cattedra di letteratura fantascientifica alla Eastern New Mexico University, Williamson ha scritto anche una nota autobiografia dal titolo Wonder's Child: My Life in Science-Fiction (1984).

## Opere
Elenco parziale. Se tradotti, sono state inserite le prime edizioni in italiano.

### Serie
La legione dello spazio (Legion of Space Series)
- La legione dello spazio (The Legion of Space, 1947; pubblicato in sei puntate in Astounding, 1934). Traduzione di Stanis La Bruna, Urania n.6, Arnoldo Mondadori Editore, 1952
- Quelli della cometa o Gli uomini della cometa o Il popolo della cometa (The Cometeers, 1950; pubblicato in quattro puntate in Astounding, 1936, più One Against the Legion, in tre puntate in Astounding, 1939). Come Gli uomini della cometa, Traduzione di Liliana Bonini, Urania n.29, Arnoldo Mondadori Editore, 1953
- L'enigma del Basilisco (One Against the Legion, 1967; pubblicato in tre puntate in Astounding, 1939, più il romanzo breve Vicino a Niente (Nowhere Near)). Traduzione di Maria Gallone, Urania n.32, Arnoldo Mondadori Editore, 1954
- La legione dello spazio (raccolta) (Three from the Legion, 1980; omnibus dei tre precedenti romanzi più il romanzo breve Vicino a Niente (Nowhere Near)). I Massimi della Fantascienza n.30, Arnoldo Mondadori Editore, 1992. ISBN 88-04-36580-3
- La regina della legione (The Queen of the Legion, 1983). Traduzione di Giuseppe Lippi, Oscar (fantascienza) n.1934, Arnoldo Mondadori Editore, 1987. ISBN 88-04-29741-7
- Vicino a Niente o L'incognita di Spazio-no o Vicino a Niente. Un'avventura della Legione dello spazio (Nowhere Near), romanzo breve. Come L'incognita di Spazio-no, Traduzione di Ugo Malaguti, in [L'incognita di Spazio-no], Nova SF* a. III n. 8, Libra Editrice. 1969

Serie degli umanoidi (Humanoids Series)
- Con le mani in mano (With Folded Hands, 1947; in Astounding), racconto. Come ...per proteggere l'uomo dal male, traduzione di Ugo Malaguti, in [Logica dell'impero], Nova SF* a. IV n. 11, Libra Editrice, 1970
- Gli umanoidi (The Humanoids, 1949; in tre puntate come ...And Searching Mind in Astounding, 1949). Traduzione di Beata Della Frattina, Urania n.94, Arnoldo Mondadori Editore, 1955
- Il ritorno degli umanoidi (The Humanoid Touch, 1980). Traduzione di Beata Della Frattina, Urania n.917, Arnoldo Mondadori Editore, 1982
- The Humanoids / With Folded Hands (1996; omnibus)

Il millennio dell'antimateria (Seetee Series)
Un curatore editoriale suggerì che Williamson combinasse le idee della materia controterrena (antimateria) e l'estrazione dagli asteroidi, che hanno ispirato la serie Seetee (C-T) di racconti scritti come Will Stewart.
- La guerra dell'antimateria (Seetee Shock, 1949; come Will Stewart; da Astounding, 1949). Traduzione di Ugo Malaguti, ne Il millennio dell'antimateria, Slan. Il Meglio della Fantascienza n.17, Libra Editrice, 1974
- L'astronave di antimateria (Seetee Ship, 1951; come Will Stewart; da storie pubblicate in precedenza, 1942–1943). Traduzione di Ugo Malaguti, ne Il millennio dell'antimateria, Slan. Il Meglio della Fantascienza n.17, Libra Editrice, 1974
- Il millennio dell'antimateria (Seetee Ship/Seetee Shock, 1971), raccolta dei due romanzi. Slan. Il Meglio della Fantascienza n.17, Libra Editrice, 1974

Trilogia degli abissi (Undersea Trilogy, con Frederik Pohl)
- La città degli abissi (Undersea Quest, 1954). Traduzione di Maria Gallone, Urania n.106, Arnoldo Mondadori Editore, 1955
- La giungla sotto il mare (Undersea Fleet, 1956). Traduzione di Gilberto Tofano, Urania n.222, Arnoldo Mondadori Editore, 1960
- La città degli abissi (Undersea City, 1958). Traduzione di Alda Carrer, I Grandi della Fantascienza suppl. SDU n.6, Editrice Il Picchio, 1977
- The Undersea Trilogy (1992; omnibus)

Saga of Cuckoo (con Frederik Pohl)
- L'ultima stella (Farthest Star, 1975). Traduzione di Roberta Rambelli, Cosmo. Collana di Fantascienza n.74, Editrice Nord, 1978
- Wall Around A Star (1983)

Trilogia delle scogliere dello spazio (Starchild Trilogy, con Frederik Pohl)
- Le scogliere dello spazio (The Reefs of Space, 1964). Traduzione di Beata Della Frattina, Urania n.353, Arnoldo Mondadori Editore, 1964
- Il fantasma dello spazio o  Il figlio delle stelle (Starchild, 1965). Traduzione di Beata Della Frattina, Urania n.403, Arnoldo Mondadori Editore, 1965
- Stella solitaria (Rogue Star, 1969). Traduzione di Roberta Rambelli, in Le scogliere dello spazio (raccolta), Cosmo Serie Oro. Classici della Narrativa di Fantascienza n.30, Editrice Nord, 1977
- Le scogliere dello spazio (raccolta) (The Starchild Trilogy, 1977; omnibus). Cosmo Serie Oro. Classici della Narrativa di Fantascienza n.30, Editrice Nord, 1977

### Romanzi
- Il mare d'argento (The Alien Intelligence, 1929), romanzo breve. Traduzione di Roberta Rambelli, in Gli anni di Gernsback (1926-1929), Storia della Fantascienza n.2, Perseo Libri, 1990
- The Girl from Mars (1929, con Miles J. Breuer), romanzo breve
- The Green Girl (1930)
- Nascita di una nuova repubblica (Birth of a New Republic, 1931; con Miles J. Breuer). Traduzione di Roberta Rambelli, Biblioteca di Nova SF* 9, Perseo Libri, 1991
- L'era lunare o L'età della Luna (The Moon Era, 1932), romanzo breve. Come L'età della Luna, Traduzione di Ugo Malaguti, in [L'età della Luna], Nova SF* a. VII n. 24, Libra Editrice, 1973
- Lupi nelle tenebre o Lupi dalle tenebre (Wolves of Darkness, 1932), romanzo breve. Come Lupi dalle tenebre, Traduzione di P[iero] Anselmi, in appendice a Neri araldi della notte, Science Fiction Book Club n.55, Casa Editrice La Tribuna, 1979 -
- La signora della luce (The Lady of Light, 1932). Traduzione di Lella Moruzzi, in [La signora della luce], Nova SF* a. XX (XXXVIII) n. 67 (109), Perseo Libri, 2004
- Il popolo d'oro (Golden Blood, 1933). Traduzione di Laura Serra, Omicron Fantascienza n.7/8, SIAD Edizioni, 1981
- Xandulu (1934)
- Le isole del sole (Islands of the Sun, 1935). Traduzione di Lella Moruzzi, in [Le isole del sole], Nova SF* a. XXII (XL) n. 74 (116), Perseo Libri, 2006
- La macchia blu (The Blue Spot, 1937), romanzo breve. Traduzione di Lella Moruzzi, in [La macchia blu], Nova SF* a. XXI (XXXIX) n. 70 (112), Perseo Libri, 2005
- La legione del tempo (The Legion of Time, 1938), romanzo breve. Traduzione di Gianni Aimach, in [Le rive dell'infinito], Nova SF* a. II n.7, Libra Editrice, 1968
- La gemma della stella verde (After World's End, 1939), romanzo breve. Galassia n.70, Casa Editrice La Tribuna, 1966
- L'impero dell'oscuro (Reign of Wizardry, 1940). Traduzione di Ugo Malaguti, Galassia n.98, Casa Editrice La Tribuna, 1969
- Creatore di stelle (The Sun Makers, 1940), romanzo breve. Traduzione di Ugo Malaguti, ne [Il lago di chi partì per sempre], Nova SF* a. VIII n. 27, Libra Editrice, 1974
- L'ugualizzatore o Alla fine della notte (The Equalizer, 1947), romanzo breve. Come Alla fine della notte, Traduzione di Ugo Malaguti, in [Quattro spettri in Amleto], Nova SF* a. V n. 13, Libra Editrice, 1971
- Il figlio della notte o  Il signore delle tenebre (Darker Than You Think, 1948). Traduzione di Tom Arno, Urania n.4, Arnoldo Mondadori Editore, 1952
- L'isola del drago (Dragon's Island, 1951; anche The Not-Men). Traduzione di Ugo Malaguti, Slan. Il Meglio della Fantascienza n.7, Libra Editrice, 1971
- Un ponte tra le stelle (Star Bridge, 1955, con James E. Gunn). Traduzione di Ugo Malaguti, Slan. Il Meglio della Fantascienza n.1, Libra Editrice, 1968
- The Dome Around America (1955; anche Gateway to Paradise)
- La più felice delle creature o Un mondo da giudicare o La creatura più felice (The Trial of Terra, 1962; dalle storie pubblicate in precedenza, 1951–1962). Come Un mondo da giudicare, Traduzione di Lella Pollini, Galassia n.29, Casa Editrice La Tribuna, 1963
- Luci nell'infinito (Bright New Universe, 1967). Traduzione di Ugo Malaguti, Galassia n.104, Casa Editrice La Tribuna, 1969
- La trappola spaziale (Trapped in Space, 1968). Gemini. Fantascienza n.4, Edizioni M. G., 1978
- I figli della Luna (The Moon Children, 1972). Traduzione di A[lfredo] Pollini, Futuro. Biblioteca di Fantascienza n.7, Fanucci Editore, 1974
- La potenza delle tenebre (The Power of Blackness, 1975). Traduzione di Ugo Malaguti, Slan. Il Meglio della Fantascienza n.31, Libra Editrice. 1977
- Brother to Demons, Brother to Gods (1979; da cinque storie pubblicate in precedenza, 1977–78)
- La stirpe dell'uomo (Manseed, 1982). Traduzione di Annarita Guarnieri, Cosmo Serie Oro. Classici della Narrativa di Fantascienza n.67, Editrice Nord, 1984
- Missione nello spazio (Lifeburst, 1984). Traduzione di Piero Giorgi, Altri Mondi n.29, Arnoldo Mondadori Editore, 1991
- Figlia del fuoco (Firechild, 1986). Traduzione di Riccardo Valla, Altri Mondi n.10, Arnoldo Mondadori Editore, 1988
- L'estate dell'ozono (Land's End, 1988; con Frederik Pohl). Traduzione di Antonella Pieretti, Urania n.1217, Arnoldo Mondadori Editore, 1993
- L'ombra del futuro (Mazeway, 1990). Traduzione di Giuliano Acunzoli, Urania n.1226, Arnoldo Mondadori Editore, 1994
- I cantori del tempo (The Singers of Time, 1991, con Frederik Pohl). Traduzione di Antonella Pieretti, Urania n.1237, Arnoldo Mondadori Editore, 1994
- Sabbie rosse (Beachhead, 1992). Traduzione di Antonella Pieretti, Urania n.1246, Arnoldo Mondadori Editore, 1994
- Demon Moon (1994)
- Il sole nero (The Black Sun, 1997). Traduzione di Fabio Feminò, Urania n.1329, Arnoldo Mondadori Editore, 1998
- The Fortress of Utopia (1998; in origine in Startling Stories, 1939)
- Servocittà (The Silicon Dagger, 1999). Traduzione di Anna Feruglio Dal Dan. Urania n.1422, Arnoldo Mondadori Editore, 2001
- La pietra della stella verde (The Stone from a Green Star, 1999; in origine in Amazing Stories, 1931). Traduzione di Lella Moruzzi, La Contrada delle Stelle n.5, Perseo Libri Elara, 2008
- La Terra definitiva (The Ultimate Earth, 2000), romanzo breve. Traduzione di Flora Staglianò, ne I Premi Hugo 1999-2001, Grandi Opere Nord n.34, Editrice Nord, 2002 - Premio Nebula per il miglior romanzo breve 2001
- Terraforming Earth (2001; premio ex aequo John W. Campbell Memorial 2002)
- The Stonehenge Gate (2005)

### Antologie

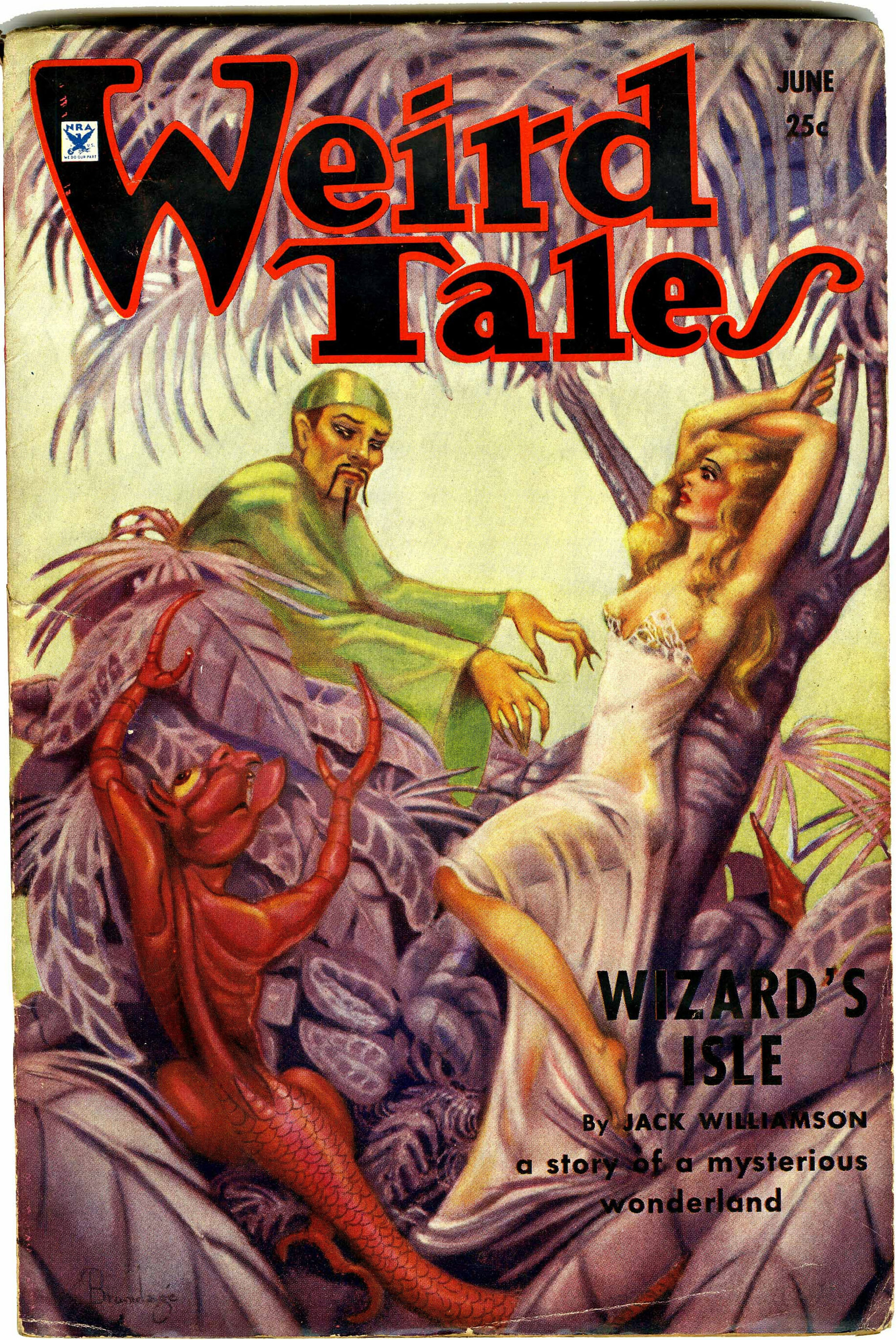
Copertina di Weird Tales del giugno 1934 dedicata a Wizard's Isle

- The Legion of Time, and After World's End (1952)
- The Pandora Effect (1969)
- People Machines (1971)
- The Early Williamson, 1975
- La stazione della stella morta (The Best of Jack Williamson, 1978). Traduzione di Riccardo Valla, Urania n.773, Arnoldo Mondadori Editore, 1979 (primi 6 racconti); come Compratemi tutta, Urania n.775, 1979 (ultimi 8 racconti). Classici Urania n.191, Arnoldo Mondadori Editore, 1993 (raccolta completa). Contiene i racconti:
  - La stazione della stella morta (Dead Star Station, 1933)
  - L'uomo metallico (The Metal Man, 1928)
  - Senza scalo (Non Stop to Mars, 1939)
  - Pattuglia solare (The Crucible of Power, 1939)
  - Il boss e il predicatore (Breakdown, 1941)
  - Con le mani in mano (With Folded Hands..., 1947)
  - L'ugualizzatore (The Equalizer, 1947)
  - Venditore ambulante (The Peddler's Nose, 1951)
  - La più felice delle creature (The Happiest Creature)
  - Il freddo occhio verde (The Cold Green Eye, 1953)
  - Operazione gravità (Operation Gravity, 1953)
  - Visita alla mamma (Jamboree, 1969)
  - Bel tuffo, ragazzo! (The Highest Dive, 1976)
  - Compratemi tutta (Guinevere for Everybody, 1954)
- The Alien Intelligence (1980)
- Millions de Soleils (1988)
- Into the Eighth Decade (1990)
- The Prince of Space/The Girl from Mars (1998; TGFM scritto con Miles J. Breuer)
- The Collected Stories of Jack Williamson. Volume One, The Metal Man and Others (1999). Contiene The Green Girl e The Birth of a New Republic, più sette storie originariamente pubblicate tra il 1928 e il 1931.
- The Collected Stories of Jack Williamson. Volume Two, Wolves of Darkness (1999)
- The Blue Spot, and Entropy Reversed (Released Entropy) (2000; entrambi da Astounding, 1937)
- The Collected Stories of Jack Williamson. Volume Three, Wizard's Isle (2000)
- Dragon's Island and other stories (2002; novel and two shorts)
- The Collected Stories of Jack Williamson. Volume Four, Spider Island (2002)
- Seventy-Five: The Diamond Anniversary of a Science Fiction Pioneer, a cura di Stephen Haffner & Richard A. Hauptmann (2004)
- The Collected Stories of Jack Williamson. Volume Five, The Crucible of Power (2006)
- In Memory of Wonder's Child, a cura di Stephen Haffner (2007)
- The Worlds of Jack Williamson: A Centennial Tribute (1908–2008), a cura di Stephen Haffner (2008)
- The Collected Stories of Jack Williamson. Volume Six, Gateway to Paradise (2008)
- With Folded Hands… And Searching Mind, The Collected Stories of Jack Williamson. Volume Seven (2010)
- At the Human Limit, The Collected Stories of Jack Williamson. Volume Eight (in preparazione)

### Racconti

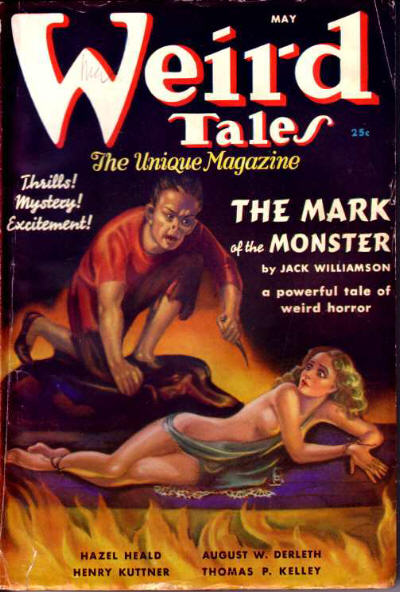
Copertina di Weird Tales del maggio 1937 dedicata a The mark of the monster

- L'uomo metallico o L'uomo di metallo (The Metal Man, 1928). Come L'uomo di metallo, traduzione di Ugo Malaguti, ne [L'uomo che ricordava il domani], Nova SF* a. X n. 34, Libra Editrice, 1976
- The Cosmic Express (1930)
- Meteora temporale (The Meteor Girl, 1931). Traduzione di Gianluigi Zuddas, ne Il senso del meraviglioso, Grandi Opere Nord n.17, Editrice Nord, 1989
- Attraverso la nube purpurea (Through the Purple Cloud, 1931). Traduzione di Gianluigi Zuddas, ne Il senso del meraviglioso, Grandi Opere Nord n.17, Editrice Nord, 1989
- Dodici ore di vita! (Twelve Hours to Live!, 1931). Traduzione di Lella Moruzzi, in [Amori strani e strane avventure], Nova SF* a. XXII (XL) n. 72 (114), Perseo Libri, 2006
- La bacchetta del fato (The Wand of Doom, 1932). Traduzione di Maria Grazia Fiore e Gianni Pilo, ne La bacchetta del fato, Il Meglio di Weird Tales 23, Fanucci Editore, 1990
- La stazione della stella morta (Dead Star Station, 1933), traduzione di Riccardo Valla, ne La stazione della stella morta, Urania n.773, Arnoldo Mondadori Editore, 1979
- Terrore da Plutone o Il terrore plutoniano (The Plutonian Terror, 1933). Come Il terrore plutoniano, traduzione di Roberta Rambelli, in Storie dello spazio interno, Grandi Opere Nord n.7, Editrice Nord, 1981
- Nella stella scarlatta (In the Scarlet Star, 1933). Traduzione di Lella Moruzzi, in [La guerra dei mondi], Nova SF* a. XXI (XXXIX) n. 69 (111), Perseo Libri, 2005
- Nati dal Sole (Born of the Sun, 1934). Traduzione di Roberta Rambelli, in Alba del domani. La fantascienza prima degli "Anni d'oro", Grandi Opere Nord n.1, Editrice Nord, 1976
- Gli invasori della terra morente o Mondo di ghiaccio (Invaders of the Ice World, 1934). Come Mondo di ghiaccio, in Di nuovo Weird Tales, Enciclopedia della Fantascienza n.15, Fanucci Editore, 1986
- Il marchio del mostro o Il marchio della bestia (The Mark of the Monster, 1937). Come Il marchio della bestia, in Di nuovo Weird Tales, Enciclopedia della Fantascienza n.15, Fanucci Editore, 1986
- L'entità di ghiaccio (The Ice Entity, 1937). Traduzione di Lella Moruzzi, in [Uomini e dèi], Nova SF* a. XIX (XXXVII) n. 61 (103), Perseo Libri, 2003
- Le terre morte o Il punto morto (The Dead Spot, 1938). Traduzione di Gabriele Tamburini, ne La fantascienza delle origini, Robot Speciale 1, Armenia Editore, 1976
- Il nemico infinito (The Infinite Enemy, 1938). Traduzione di Ugo Malaguti, ne [La Terra è in pericolo], Nova SF* a. XV (XXXIII) n. 36 (78), Perseo Libri, 1999
- Stella che brilli lassù o Stella lucente (Star Bright, 1939). Come Stella lucente, traduzione di Morena Santini, ne [La città degli invisibili], Nova SF* a. VIII n. 26, Libra Editrice, 1974
- The Angel From Hell (1939; in Marvel Tales, come Nils O. Sonderlund)
- Senza scalo o L'esploratore di Marte (Non Stop to Mars, 1939). Come L'esploratore di Marte, traduzione di Ugo Malaguti, ne [Il pianeta degli angeli], Nova SF* a. IX n. 32, Libra Editrice, 1975
- Pattuglia solare (The Crucible of Power, 1939). Traduzione di Riccardo Valla, ne La stazione della stella morta, Urania n.773, Arnoldo Mondadori Editore, 1979
- Clandestino per Saturno (Passage to Saturn, 1939). Traduzione di Ugo Malaguti, in [Festa di compleanno], Nova SF* a. XIV (XXXII) n. 32 (74), Perseo Libri, 1998
- Il senno del poi o Costante temporale (Hindsight, 1940). Come Costante temporale, traduzione di Ugo Malaguti, ne L'ultima stella, Nova SF* a. XII n. 37, Libra Editrice, 1978
- Il boss e il predicatore o Civiltà che crolla (Breakdown, 1941). Come Civiltà che crolla, traduzione di Ugo Malaguti, in [Civiltà che crolla], Nova SF* a. VI n. 20, Libra Editrice, 1972
- Collision Orbit (1942; come Will Stewart; in Seetee Ship)
- Minus Sign (1942; come Will Stewart; in Seetee Ship)
- Opposites—React! (1943; come Will Stewart; in Seetee Ship)
- A mani incrociate... o ...per proteggere l'uomo dal male, Con le mani in mano, Le mani incrociate (With Folded Hands..., 1947). Come ...per proteggere l'uomo dal male, traduzione di Ugo Malaguti, in [Logica dell'impero], Nova SF* a. IV n. 11, Libra Editrice, 1970
- Il sig. Wick e la Luna (The Moon and Mister Wick, 1950). In Pianeta n.30, Compagnia Editoriale, 1969
- L'uomo venuto da fuori (The Man from Outside, 1951). Traduzione di Angelo Giannuzzi, in Millemondinverno 1987: 3 Romanzi brevi e 13 racconti, Millemondi n.32, Arnoldo Mondadori Editore, 1987
- Venditore ambulante o L'aria della Terra (The Peddler Nose, 1951). Come L'aria della Terra, traduzione di Gianni Aimach, in [In nome del popolo, in nome di Dio], Nova SF* a. V n. 15, Libra Editrice, 1971
- Il freddo occhio verde (The Cold Green Eye, 1953). Traduzione di Ugo Malaguti, in [Della luna, del mare e del cielo], Nova SF* a. VI n. 18, Libra Editrice, 1972
- Operazione gravità (Operation: Gravity, 1953). Traduzione di Gianni Aimach, in [La macchina dei sogni], Nova SF* a. VII n. 21, Libra Editrice, 1973
- Compratemi tutta o Ginevra per tutti (Guinevere for Everybody, 1954). Come Ginevra per tutti, traduzione di Ugo Malaguti, in [Tempesta su Giove], Nova SF* a. V n. 14, Libra Editrice, 1971
- Beans (1958)
- Il pianeta mascherato (The Masked World, 1963). Traduzione di Ugo Malaguti, ne [La macchina dei sogni], Nova SF* a. VII n. 21, Libra Editrice, 1973
- Jamboree o Visita alla mamma (Jamboree, 1969). Come Visita alla mamma, traduzione di Mario Galli, in Giochi di società, Urania n.555, Arnoldo Mondadori Editore, 1970
- Bel tuffo, ragazzo o Un tuffo da campione (The Highest Dive, 1976). Come Un tuffo da campione, traduzione di Leone Ubaldi, in Gulliver [Anno II-] n. 2, EGA, 1977
- Stelle, e altre luci nel cielo o L'universo visto da Medea o Le pirosfere di Medea (Farside Station, 1978). Come Le pirosfere di Medea, traduzione di Riccardo Valla, ne La rivista di Isaac Asimov n. 6, Arnoldo Mondadori Editore, 1979
- Fratello delle lucertole (Kinsman to Lizards, 1978). Traduzione di Lella Moruzzi, in [Le isole del sole], Nova SF* a. XXII (XL) n. 74 (116), Perseo Libri, 2006
- Fratello degli dei (Brother to Gods, 1979). Traduzione di Stefano Negrini, in Aliens. Rivista di Fantascienza n.4, Armenia Editore, 1980
- The Humanoid Universe (1980)
- Oltre i confini dell'uomo (At the Human Limits, 1985). Traduzione di Ugo Malaguti, in [Guerrieri, e altri pacificatori], Nova SF* a. XIII (XXXI) n. 29 (71), Perseo Libri, 1997
- L'uomo mentale (The Mental Man, 1988). Traduzione di Maurizio Cesari, in [Nella luce di tre stelle], Nova SF* a. XI (XXIX) n. 25 (67), Perseo Libri. 1995
- Toccherà agli uccelli (The Birds' Turn, 1992). Traduzione di Sergio Perrone, in Millemondiestate 1993: Un romanzo breve e 11 racconti, Millemondi n.43, Arnoldo Mondadori Editore, 1993
- In morte di una stella (The Death of a Star, 1996). In [A pochi anni-luce da casa], Nova SF* a. XII (XXX) n. 28 (70), Perseo Libri, 1996
- L'albero delle lucciole (The Firefly Tree, 1997). Traduzione di Antonella Pieretti, in Millemondi Estate 1999: Il gioco infinito, Millemondi n.20, Arnoldo Mondadori Editore, 1999
- The Pet Rocks Mystery (1998)
- Eden Star (2000)
- L'aldilà (Afterlife, 2002, in F&SF, Year's Best SF 8). Traduzione di Fabio Feminò, ne Lo scudo di Marte, Millemondi n.42, Arnoldo Mondadori Editore, 2006

### Autobiografia
- Wonder's Child: My Life in Science Fiction., Bluejay Books, New York, 1984. (hardcover)[2]
- Wonder's Child: My Life in Science Fiction., Benbella Books, Dallas, 2005. (paperback, aggiornato con nuove fotografie ed epilogo)